# Emmanuel Roudolff-Levisse
Pour les articles homonymes, voir Lévisse.
Emmanuel Roudolff-Levisse est un athlète français spécialisé dans le demi-fond, le fond et le cross-country né le 30 juillet 1995. Lors du marathon de Valence 2021, il a effectué le record de 13 min 40 s sur 5 000 mètres, 28 min 37 s sur 10 000 mètres 64 min 08 s sur semi-marathon, 2 h 11 min 03 s en marathon. C'est le fils du célèbre athlète Pierre Levisse, ancien champion du monde de cross-country par équipes.
En 2019, il devient champion de France de cross-country.
Il détient 15 sélections en équipe de France d'athlétisme dont 4 chez les seniors A.
Diplômé d’un MBA en 2019 à l’Université de Portland, il est en contrat avec Puma. Il a remporté le titre de champion de France du 10 000 m (2017).

## Records personnels
| Epreuve       | Epreuve   | Temps           | Lieu      | Date              |
| ------------- | --------- | --------------- | --------- | ----------------- |
| 5 000 m       | Plein air | 13 min 35 s 27  | Carquefou | 11 juin 2022      |
| 5 000 m       | Salle     | 13 min 57 s 97  | Seattle   | 10 février 2018   |
| 5 km (route)  | Plein air | 13 min 48 s     | Monaco    | 14 février 2021   |
| 10 000 m      | Plein air | 28 min 06 s 28  | Pacé      | 28 mai 2022       |
| 10 km (route) | Plein air | 29 min 02 s     | Langueux  | 25 Juin 2022      |
| Semi-marathon | Plein air | 1 h 01 min 51 s | Lille     | 17 Mars 2024      |
| Marathon      | Plein air | 2 h 07 min 52 s | Valence   | 1er décembre 2024 |